# Liste der Naturdenkmale in Winterbach (Soonwald)
Die Liste der Naturdenkmale in Winterbach nennt die im Gemeindegebiet von Winterbach ausgewiesenen Naturdenkmale (Stand 7. März 2024).

## Naturdenkmale
| Nr.         | Bezeichnung                                           | Lage                                                              | Beschreibung                                              | Bild                                    |
| ----------- | ----------------------------------------------------- | ----------------------------------------------------------------- | --------------------------------------------------------- | --------------------------------------- |
| ND-7133-375 | Der Stein von Winterbach                              | Am Felsen, gegenüber Nr. 10 Lage                                  | herausgewitterte Quarzitrippe; flächenhaftes Naturdenkmal | Direkt Bild zu diesem Denkmal hochladen |
| ND-7133-384 | Wolfseiche                                            | nördlich des Ortes an der L 108; Abteilung Im Seckertskeller Lage | Quercus sp.                                               | Direkt Bild zu diesem Denkmal hochladen |
| ND-7133-388 | Blockmeer aus Quarzit auf dem Gipfel des Ellersprings | nördlich des Ortes; Abteilung Ellerspring Ödesborner Höhe Lage    | Quarzitblockhalde; flächenhaftes Naturdenkmal             | Direkt Bild zu diesem Denkmal hochladen |
| ND-7133-410 | Kaisereiche                                           | nördlich des Ortes; Abteilung Landhütter Schläge Lage             | Quercus sp.                                               | Direkt Bild zu diesem Denkmal hochladen |